# Wijnroute door de Elzas

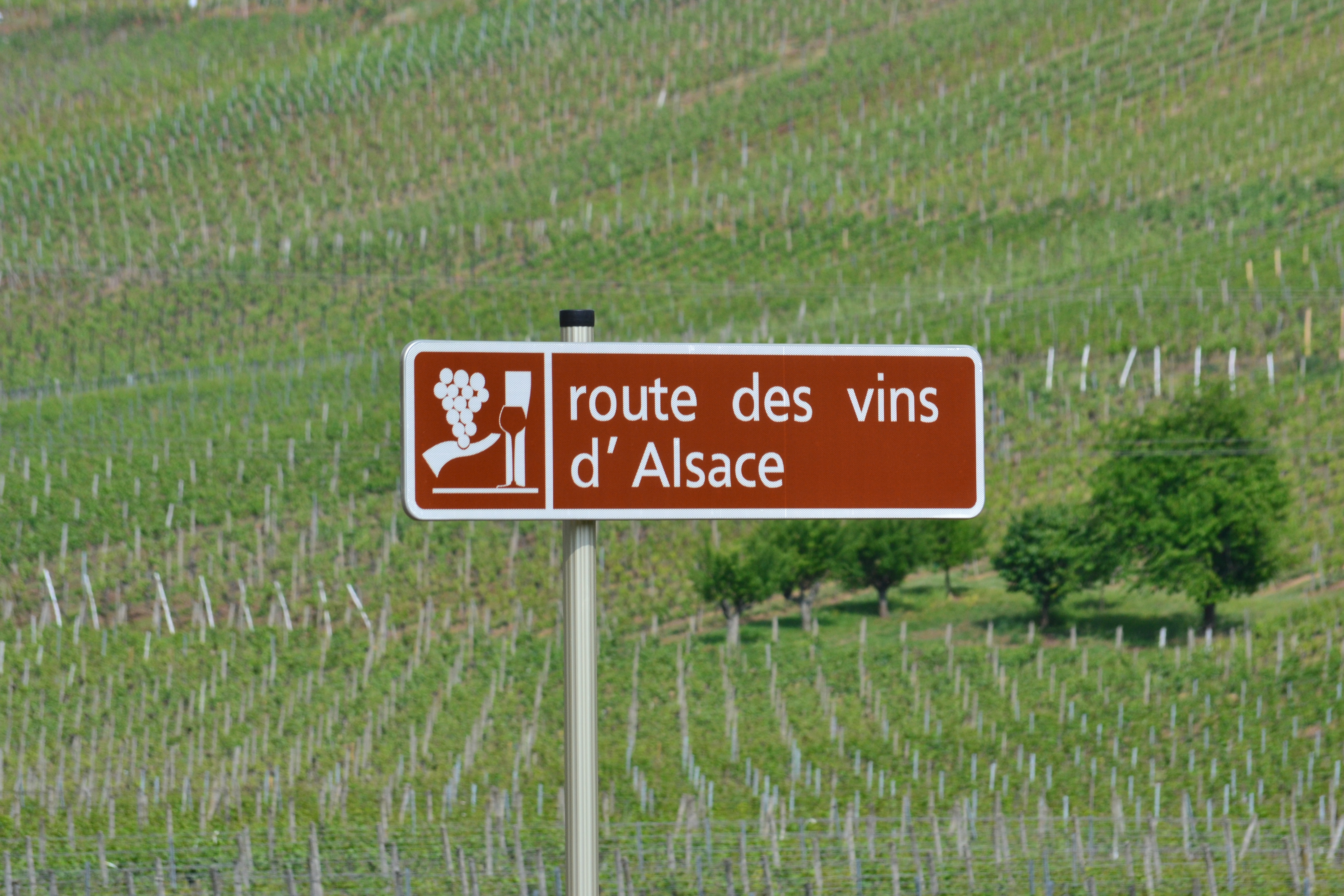
Wijnroute door de Elzas

De wijnroute door de Elzas is een toeristische autoroute van ongeveer 170 km lang door de Elzas. Behalve een regio in Frankrijk, een Franse provincie, is de Elzas een bekende wijnstreek. Door de Elzas lopen van het noorden naar het zuiden de Vogezen, een middelhoge bergketen. Aan de voet van de hellingen van de Vogezen bevinden zich de wijngaarden. De route gaat langs het oosten van de Vogezen, langs de belangrijkste wijndorpen en -steden van de streek.
Wanneer in Frankrijk zonder verdere aanduiding over de route des vins of de route des vignes wordt gesproken, wordt daar deze wijnroute mee bedoeld.
Van noord naar zuid worden de volgende plaatsen aangedaan: 

Marlenheim - Wangen - Westhoffen - Avolsheim - Molsheim - Mutzig - Rosheim - Boersch - Ottrott - Obernai - Bernardswiller - Heiligenstein - Barr - Mittelbergheim - Andlau - Dambach-la-Ville - Scherwiller - Châtenois - Kintzheim - Saint-Hippolyte - Bergheim - Rorschwihr - Ribeauvillé - Hunawihr - Zellenberg - Riquewihr - Beblenheim - Mittelwihr - Bennwihr - Ammerschwihr - Niedermorschwihr - Turckheim - Kaysersberg - Colmar - Wettolsheim - Eguisheim - Husseren-les-Châteaux - Hattstatt - Gueberschwihr - Rouffach - Soultzmatt - Westhalten - Guebwiller - Soultz - Cernay - Vieux-Thann - Thann